# Heliotropium polyanthellum
Heliotropium polyanthellum là loài thực vật có hoa trong họ Mồ hôi. Loài này được I.M. Johnst. mô tả khoa học đầu tiên năm 1928.